# José Genivaldo Garcia
José Genivaldo Garcia (Cumbe, 24 de agosto de 1968) é um prelado católico brasileiro, e atual bispo de Estância.

## Biografia
Concluiu seus estudos em filosofia na Faculdade Salesiana de Filosofia, Ciências e Letras de Lorena (1987-1989) e em teologia no Seminário Arquidiocesano Nossa Senhora de Fátima em Brasília (1990-1993). Posteriormente especializou-se em Didática e Metodologia pela Faculdade São Luiz de França em Aracaju.
Foi ordenado presbítero em 8 de janeiro de 1994 pelo então arcebispo de Aracaju Luciano José Cabral Duarte. Após a ordenação, foi pároco de São Francisco de Assis em Aracaju, de São Marcos Evangelista em Nossa Senhora do Socorro e de Jesus Ressuscitado em Aracaju; Vice-Reitor, Diretor Espiritual e Professor de Filosofia e Teologia do Seminário Maior Nossa Senhora da Conceição de Aracaju; Vigário Episcopal do Vicariato de São Marcos e do Vicariato de São Mateus.
Em 30 de novembro de 2022, foi nomeado pelo Papa Francisco como bispo de Estância. Recebeu a ordenação episcopal em 11 de fevereiro de 2023 na igreja matriz da paróquia Nossa Senhora de Lourdes em Aracaju de José Palmeira Lessa, arcebispo emérito de Aracaju, coadjuvado por João José da Costa, O.Carm., arcebispo de Aracaju e por Marcony Vinícius Ferreira, ordinário do Ordinariado Militar do Brasil.